# Ian Arkwright
Ian Arkwright (Shafton, 18 settembre 1959) è un ex calciatore inglese, di ruolo attaccante.

## Caratteristiche tecniche
Era un'ala.

## Carriera
Dopo aver giocato nelle giovanili del Wolverhampton viene aggregato alla prima squadra dei Wolves, militante nella prima divisione inglese, nella stagione 1978-1979; gioca la sua prima partita in questa categoria il 30 settembre 1978, subentrando dalla panchina all'inizio del secondo tempo nella sfida valevole per l'ottava giornata di campionato vinta per 1-0 in casa contro i londinesi del QPR; nel successivo turno di campionato (ovvero la sconfitta per 3-1 sul campo dei campioni in carica del Nottingham Forest) gioca invece la sua prima partita da titolare in questa categoria. Gioca poi da titolare anche nella decima e nell'undicesima giornata, rispettivamente una vittoria casalinga per 1-0 sull'Arsenal ed una sconfitta per 2-0 sul campo del Middlesbrough, salvo poi non venire più schierato in campo in incontri di campionato nel prosieguo della stagione.
Nell'estate del 1979 viene ceduto per 100000 sterline ai gallesi del Wrexham, militanti nella seconda divisione inglese; Arkwirght gioca in questa categoria con la maglia dei Red Dragons per tre stagioni consecutive, fino alla retrocessione in terza divisione subita al termine della stagione 1981-1982; nella stagione 1982-1983 gioca invece in terza divisione, subendo però una seconda retrocessione consecutiva, che lo porta a giocare in quarta divisione nella stagione 1983-1984, nella quale dopo 10 reti in 104 partite di campionato giocate viene ceduto in prestito al Torquay Utd, con cui disputa ulteriori 2 partite in quarta divisione.
Nell'estate del 1984 lascia l'Inghilterra per andare a giocare in Irlanda ai Finn Harps: con questo club trascorre la stagione 1984-1985 in prima divisione e le tre stagioni successive in seconda divisione, per un totale di 65 presenze e 6 reti in incontri di campionato nell'arco del suo quadriennio di permanenza nel club.